# Robert Gordon
Robert Gordon (29. března 1947 Bethesda, Maryland, Spojené státy – 18. října 2022) byl americký rockabilly zpěvák. Hrál také ve filmech, hlavně v menších rolích. Svou hudební kariéru zahájil v polovině šedesátých let ve skupině The Confidentials. Později, když se usadil v New Yorku, začal vystupoval s punkrockovou skupinou Tuff Darts. Koncem sedmdesátých let vydal dvě společná alba s kytaristou Linkem Wrayem a v následujících letech vydal několik sólových alb. V roce 2015 zpíval v písni „I Still Love You“ z alba Joyland anglického kytaristy a svého dlouholetého spolupracovníka Chrise Speddinga.

## Diskografie
- Robert Gordon with Link Wray (1977) – s Linkem Wrayem
- Fresh Fish Special (1978) – s Linkem Wrayem
- Rockabilly for life (1979)
- Rock Billy Boogie (1979)
- Bad Boy (1980)
- Are You Gonna Be The One (1981)
- All for the Love of Rock 'N' Roll (1994)
- Robert Gordon (1997)
- Satisfied Mind (2004)
- It's Now or Never (2007)
- I'm Coming Home (2014)